# Pałac w Nemii
Pałac w Nemii – pałac z oficyną wybudowany pod koniec XVIII lub na początku XIX wieku przez Potockiego przetrwał dwie wojny światowe.